# Крабтри (Орегон)
Крабтри (енгл. Crabtree) насељено је место без административног статуса у америчкој савезној држави Орегон.

## Демографија
По попису из 2010. године број становника је 391.
| Група             | 2000.    | 2010.       |
| Белци             | 0 (0,0%) | 370 (94,6%) |
| Афроамериканци    | 0 (0,0%) | 0 (0,0%)    |
| Азијати           | 0 (0,0%) | 1 (0,3%)    |
| Хиспаноамериканци | 0 (0,0%) | 10 (2,6%)   |
| Укупно            | 0        | 391         |